# Éragny-sur-Epte
Éragny-sur-Epte és un municipi francès del Cantó de Chaumont-en-Vexin al departament de l'Oise (regió dels Alts de França. La població és coneguda arreu per la sèrie de pintures impressionistes i puntillistes que feu Camille Pissarro en la seva estada el 1884.

## Demografia

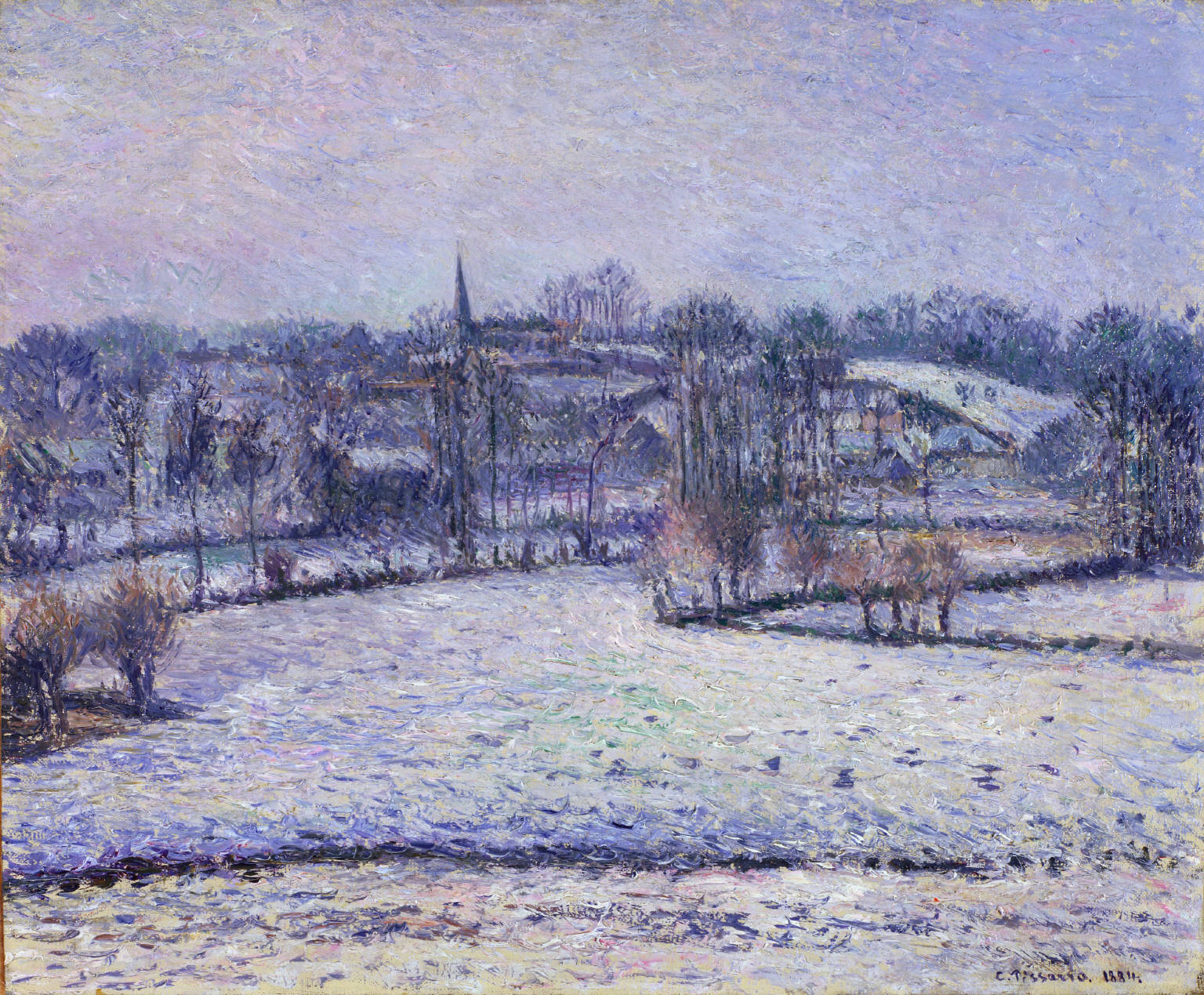
«Escena de neu a Éragny (vista des de Bazincourt)» del 1884.

### Població
El 2007 la població de fet d'Éragny-sur-Epte era de 577 persones. Hi havia 221 famílies de les quals 55 eren unipersonals (20 homes vivint sols i 35 dones vivint soles), 63 parelles sense fills, 91 parelles amb fills i 12 famílies monoparentals amb fills. La població ha evolucionat segons el següent gràfic:

### Habitatges
El 2007 hi havia 252 habitatges, 224 eren l'habitatge principal de la família, 10 eren segones residències i 18 estaven desocupats. 232 eren cases i 20 eren apartaments. Dels 224 habitatges principals, 195 estaven ocupats pels seus propietaris, 28 estaven llogats i ocupats pels llogaters i 2 estaven cedits a títol gratuït; 3 tenien una cambra, 20 en tenien dues, 30 en tenien tres, 72 en tenien quatre i 100 en tenien cinc o més. 187 habitatges disposaven pel capbaix d'una plaça de pàrquing. A 95 habitatges hi havia un automòbil i a 103 n'hi havia dos o més.

### Piràmide de població
La piràmide de població per edats i sexe el 2009 era:
| Homes | Edats   | Dones |
| ----- | ------- | ----- |
| 0     | 95 o +  | 0     |
| 0     | 90 a 94 | 0     |
| 0     | 85 a 89 | 0     |
| 4     | 80 a 84 | 0     |
| 8     | 75 a 79 | 12    |
| 12    | 70 a 74 | 16    |
| 16    | 65 a 69 | 12    |
| 20    | 60 a 64 | 16    |
| 0     | 55 a 59 | 12    |
| 20    | 50 a 54 | 12    |
| 32    | 45 a 49 | 32    |
| 36    | 40 a 44 | 28    |
| 20    | 35 a 39 | 20    |
| 16    | 30 a 34 | 16    |
| 12    | 25 a 29 | 12    |
| 20    | 20 a 24 | 16    |
| 28    | 15 a 19 | 12    |
| 28    | 10 a 14 | 4     |
| 24    | 5 a 9   | 16    |
| 24    | 0 a 4   | 12    |

## Economia
El 2007 la població en edat de treballar era de 398 persones, 288 eren actives i 110 eren inactives. De les 288 persones actives 266 estaven ocupades (143 homes i 123 dones) i 22 estaven aturades (8 homes i 14 dones). De les 110 persones inactives 42 estaven jubilades, 36 estaven estudiant i 32 estaven classificades com a «altres inactius».

### Ingressos
El 2009 a Éragny-sur-Epte hi havia 217 unitats fiscals que integraven 561,5 persones, la mediana anual d'ingressos fiscals per persona era de 19.350 €.

### Activitats econòmiques
Dels 19 establiments que hi havia el 2007, 1 era d'una empresa extractiva, 1 d'una empresa alimentària, 4 d'empreses de fabricació d'altres productes industrials, 4 d'empreses de construcció, 2 d'empreses de comerç i reparació d'automòbils, 1 d'una empresa d'hostatgeria i restauració, 2 d'empreses immobiliàries i 4 d'empreses de serveis.
Dels 5 establiments de servei als particulars que hi havia el 2009, 1 era un taller d'inspecció tècnica de vehicles, 1 paleta, 1 guixaire pintor, 1 lampisteria i 1 electricista.
L'únic establiment comercial que hi havia el 2009 era una carnisseria.
L'any 2000 a Éragny-sur-Epte hi havia 4 explotacions agrícoles.

## Equipaments sanitaris i escolars
El 2009 hi havia una escola elemental.

## Poblacions properes
El següent diagrama mostra les poblacions més properes.